# Christian Mulder
Christian Mulder (Uithuizen, 22 november 1990) is een Nederlands voetbalscheidsrechter in Duitse dienst. Hij floot zijn wedstrijden voornamelijk in de Eerste divisie. Hij is de broer van voormalig voetbalscheidsrechter Siemen Mulder.
Op 3 november 2015 leidde Mulder zijn eerste professionele wedstrijd op het tweede niveau. De wedstrijd tussen Helmond Sport en Jong PSV eindigde in een 4−2 overwinning voor de thuisploeg.
Op 9 april 2016 leidde Mulder zijn eerste professionele wedstrijd in België (Eerste klasse B). De wedstrijd tussen KFC Dessel Sport en SK Deinze eindigde in een 2−0 overwinning voor de thuisploeg.
Voor het seizoen 2019/20 kreeg Mulder geen vast contract van de KNVB, waardoor hij zijn loopbaan voortzet in Duitsland. Hij gaat fluiten in de Oberliga en daarnaast als assistent aan de slag in de Regionalliga.